# Zhang Xi
Zhang Xi (vereenvoudigd Chinees: 张希; Nantong, 19 april 1985) is een voormalig Chinees beachvolleyballer. Met Xue Chen werd ze in 2013 wereldkampioen en behaalde ze de bronzen medaille bij Olympische Spelen in 2008. Daarnaast is ze viervoudig Aziatisch kampioen.

## Carrière

### 2001 tot en met 2005
Zhang begon in 1996 met volleybal en speelde in 2001 haar eerste internationale toernooi. Ze nam met Zhang Yi deel aan de WK U21 in Le Lavandou waar ze als negende eindigden. Het jaar daarop deed ze met Wang Ye Pan in Rodos mee aan haar eerste wedstrijd in de FIVB World Tour. Na in 2003 een toernooi gespeeld te hebben nam Zhang in het daaropvolgende jaar aan zeven toernooien in de World deel. Ze speelde vijfmaal met Ji Linjin samen met als beste resultaat een negende plaats in Osaka. Daarnaast vormde ze twee wedstrijden een duo met Tian Jia.
In 2005 begon Zhang het seizoen met een negende plaats in Shanghai aan de zijde van Hu Xiaoyan. Het tweetal speelde dat seizoen in totaal tien toernooien waaronder de WK in Berlijn. Ze verloren de eerste ronde van het Canadese duo Marie-Andrée Lessard en Sarah Maxwell en werden in de eerste herkansingsronde uitgeschakeld door de Brazilianen Sandra Pires en Ágatha Bednarczuk. Aan het eind van het seizoen werkte Zhang nog twee toernooien af met Ji.

### 2006 tot en met 2009
Zhang vormde in 2006 voor het eerst een duo met Xue Chen. Het duo nam in hun eerste jaar deel aan dertien toernooien. Ze boekten twee overwinningen (Shanghai en Phuket) en werden tweemaal tweede (Sint-Petersburg en Warschau). Bij zeven van de negen overige wedstrijden werd de top tien gehaald. Daarnaast wonnen Zhang en Xue de gouden medaille bij de Aziatische Spelen in Doha door het Japanse duo Shinako Tanaka en Eiko Koizumi in de finale te verslaan. Het jaar daarop wisten ze in veertien reguliere World Tour-toernooien op een uitzondering na enkel toptienplaatsen te behalen. Het duo eindigde als tweede in Montréal, Marseille en Kristiansand en als derde in Sentosa, Warschau en Åland. Bij de WK in Gstaad bereikten Zhang en Xue de halve finale waar ze werden uitgeschakeld door de latere Amerikaanse wereldkampioenen Kerri Walsh en Misty May-Treanor. Vervolgens verloren ze de wedstrijd om het brons van het Braziliaanse duo Larissa França en Juliana Felisberta da Silva.
In 2008 speelde het duo in aanloop naar de Olympische Spelen in eigen land negen wedstrijden in de World Tour. Ze eindigden tweemaal op de eerste plaats (Seoel en Moskou) en driemaal op de derde plaats (Shanghai, Osaka en Gstaad). In Peking wonnen Zhang en Xue de bronzen medaille ten koste van de Brazilianen Renata Ribeiro en Talita Antunes de Rocha, nadat ze in de halve finale waren uitgeschakeld door hun landgenoten Tian Jia en Wang Jie. Na afloop van de Spelen vormde Zhang een duo met Huang Ying. Het tweetal eindigde eind dat jaar nog als tweede in Sanya. Vervolgens bereikten ze in 2009 bij de WK in Stavanger de achtste finale waar ze verloren van het Braziliaanse duo Ana Paula Connelly en Shelda Bede. Daarnaast namen ze dat jaar aan negen reguliere FIVB-toernooien deel met vier negende plaatsen als beste resultaat. Eind 2009 won Zhang met Xue goud bij de Aziatische kampioenschappen.

### 2010 tot en met 2013

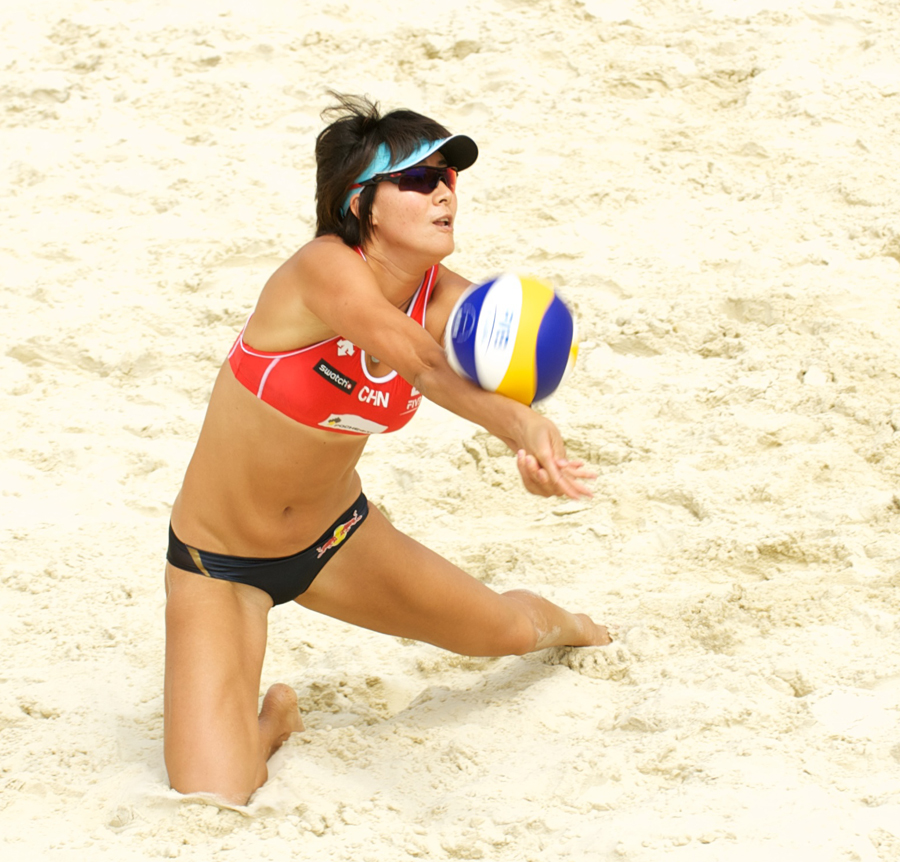
Zhang in actie tijdens de Grand Slam in Moskou (2012)

Van 2010 tot en met 2013 vormde Zhang weer een vast duo met Xue. Ze deden het eerste jaar aan vijftien toernooien in de World Tour mee waarvan ze er drie wonnen (Moskou, Åland en Sanya). Daarnaast behaalde het tweetal drie tweede plaatsen (Stare Jabłonki, Kristiansand en Den Haag) en een derde plaats (Gstaad). In Guangzhou wisten Zhang en Xue hun titel bij de Aziatische Spelen te prolongeren tegen hun landgenoten Huang Ying en Yue Yuan. Bovendien werden ze opnieuw Aziatisch kampioen door het Kazachse duo Tatjana Masjkova en Irina Tsymbalova in de finale te verslaan. Het jaar daarop werd het duo ten koste van het Tsjechische tweetal Hana Klapalová en Lenka Hajecková derde bij de WK in Rome, nadat het in de halve finale was uitgeschakeld door Walsh en May-Treanor. In de World Tour speelden ze verder veertien wedstrijden met onder meer twee overwinningen (Åland en Phuket), drie tweede plaatsen (Sanya, Gstaad en Klagenfurt) en een derde plaats (Moskou) als resultaat. In Haikou prolongeerden Zhang en Xue hun Aziatische titel tegen hun landgenoten Zhang Changning en Ma Yuanyuan.
In 2012 behaalde het tweetal enkel toptienplaatsen in de elf FIVB-toernooien waar ze aan deelnamen. In Brasilia, Shanghai en Moskou werd gewonnen en in Berlijn en Sanya eindigden ze respectievelijk op de tweede en derde plaats. Zhang en Xue hadden zich als tweede geplaatst voor de Olympische Spelen in Londen, maar eindigden uiteindelijk als vierde nadat ze eerst de halve finale verloren hadden van Walsh en May-Treanor en vervolgens de troostfinale van Larissa en Juliana. Ze wisten wel voor de vierde en laatste keer goud te winnen bij de Aziatische kampioenschappen. Het daaropvolgende jaar begonnen ze het World Tour-seizoen met een overwinning in Fuzhou en een vijfde plaats in Shanghai. In Stare Jabłonki wonnen ze vervolgens de wereldtitel door de Duitsers Karla Borger en Britta Büthe in de finale te verslaan. Na afloop van de WK sloot Zhang – met winst in Gstaad – haar sportieve carrière voorlopig af als gevolg van een aanhoudende rugblessure.

### 2016 en 2017
In 2016 verhuisde Zhang naar de Verenigde Staten. Ze was twee seizoenen in de AVP Tour actief om onder meer het beachvolleybal in China te promoten; het beste resultaat in tien wedstrijden was een vijfde plaats.

## Palmares
Kampioenschappen
- 2006:  Aziatische Spelen
- 2007: 4e WK
- 2008:  OS
- 2009: 9e WK
- 2009:  AK
- 2010:  Aziatische Spelen
- 2010:  AK
- 2011:  WK
- 2011:  AK
- 2012: 4e OS
- 2012:  AK
- 2013:  WK

FIVB World Tour
- 2006:  Shanghai Open
- 2006:  Sint-Petersburg Open
- 2006:  Warschau Open
- 2006:  Phuket Open
- 2007:  Sentosa Open
- 2007:  Warschau Open
- 2007:  Montréal Open
- 2007:  Marseille Open
- 2007:  Kristiansand Open
- 2007:  Åland Open
- 2008:  Shanghai Open

- 2008:  Seoel Open
- 2008:  Osaka Open
- 2008:  Grand Slam Moskou
- 2008:  Grand Slam Gstaad
- 2008:  Sanya Open
- 2010:  Grand Slam Moskou
- 2010:  Grand Slam Gstaad
- 2010:  Grand Slam Stare Jabłonki
- 2010:  Kristiansand Open
- 2010:  Åland Open
- 2010:  Den Haag Open
- 2010:  Sanya Open
- 2011:  Sanya Open
- 2011:  Grand Slam Gstaad
- 2011:  Grand Slam Moskou
- 2011:  Grand Slam Klagenfurt
- 2011:  Åland Open
- 2011:  Phuket Open
- 2012:  Brasilia Open
- 2012:  Sanya Open
- 2012:  Grand Slam Shanghai
- 2012:  Grand Slam Moskou
- 2012:  Grand Slam Berlijn
- 2013:  Fuzhou Open
- 2013:  Grand Slam Gstaad